# Ruta Estatal de Nevada 796
La Ruta Estatal de Nevada 796, y abreviada SR 796 (en inglés: Nevada State Route 796) es una carretera estatal estadounidense ubicada en el estado de Nevada. La carretera inicia en el Sur desde la Aeropuerto Municipal de Winnemucca hacia el Norte en la I 80     en Winnemucca. La carretera tiene una longitud de 2,2 km (1.364 mi).

## Mantenimiento
Al igual que las autopistas interestatales, y las rutas federales y el resto de carreteras estatales, la Ruta Estatal de Nevada 796 es administrada y mantenida por el Departamento de Transporte de Nevada por sus siglas en inglés Nevada DOT.